# Salt (kemi)
 For alternative betydninger, se Salt. (Se også artikler, som begynder med Salt)
I kemiens fagterminologi er et salt en neutral forbindelse mellem metalliske og ikke-metalliske ioner. Salte er en stor gruppe af kemiske stoffer med en række fælles egenskaber:
- I tør, fast form er de krystaller.
- Opløst i vand danner de frie ioner som giver vandet elektrisk ledningsevne.
- Ingen samlet elektrisk ladning.

Ionerne i en del salte er vigtige for kroppen, og flere salttyper bliver brugt til madlavning.

## Salt i kemien
Et salt er en kemisk forbindelse mellem to eller flere ioner, ofte en positivt ladet metalion (kation) og en negativt ladet ikke metallisk ion (anion).
Anioner er ofte sammensat af flere atomer, f.eks.
nitrat NO3−,
sulfat SO42− og
acetat CH3COO−.
Enkelte kationer er også sammensat af flere atomer, f.eks. ammonium NH4+.
Salte er hovedsagelig uorganiske forbindelser, som kan dannes ved neutralisering af en syre med en base eller ved en reaktion mellem en syre og et metal.
Eksempler på de to typer af reaktioner er:
- Neutralisering af saltsyre (HCl) med natriumhydroxid (NaOH)

HCl + NaOH → Na+(aq) + Cl-(aq) + H2O
- Opløsning af fast zink (Zn) i saltsyre (HCl)

Zn + 2 HCl → ZnCl2 + H2

### Navngivning
Et salt er sammensat af et metal og en syrerest. Salte navngives efter de ioner, de indeholder. Navnet dannes ud fra kationen efterfulgt af anionen. Metallets navn bliver benyttet for metalioner. Kationer som NH4+ (ammonium) har deres eget navn.
Nogle få eksempler:
- KCl: Kaliumchlorid
- NH4Cl: Ammoniumchlorid
- NaCl: Natriumchlorid

### Egenskaber
Et salts egenskaber afhænger af, hvilke ioner det er sammensat af. Det kan optræde klart og gennemsigtigt (natriumklorid), uklart eller nærmest metallisk og glansfuldt (pyrit). Forskellige salte optræder desuden i forskellige farver:
fx gul – (natrium chromat),
orange – (kalium dichromat),
rød – (cinnober),
blå – (kobbersulfat),
grøn – (nikkeloxid),
Rene krystaller af nogle salte er farveløse. At mange salte ser hvide ud, skyldes urenheder og lysets brydning.
Nogle ioner er farvede og er med til at farve saltet; eksempelvis er kobbersalte blå eller grønne, og permanganationer er med til at give kaliumpermanganat den meget kraftige mørklilla farve.
Salte kan være giftige, selv natriumchlorid er giftig i større mængder.
Salte har som regel et højt smeltepunkt og kogepunkt.
Når salte opløses i vand, deler de sig i de frie ioner, de er dannet af.
Tilstedeværelsen af frie ioner gør saltopløsninger ledende for elektrisk strøm; i smeltede salte er der også frie ioner, så de er også elektrisk ledende.
Opløseligheden varierer meget mellem forskellige typer salte. Natriumchlorid er letopløseligt i vand, mens sølvchlorid er næsten helt uopløseligt. Generelt er salte indeholdende alkalimetaller og nitrater letopløselige.
I mættede opløsninger er der kemisk ligevægt mellem ionerne i opløsningen og ikke opløste saltkrystaller.
Salte kan være neutrale, sure eller basiske, afhængig af hvilke ioner de indeholder.
Salte af en stærk syre og en stærk base er neutrale. Salte af en svag syre og en stærk base er ofte basiske. Det er, fordi en ion som er den korresponderende base til en svag syre, er basisk.
Rene salte er som regel lugtfrie.
Krystaller af salte er sjældent særligt hårde.